# Chrysops calidus
Chrysops calidus är en tvåvingeart som beskrevs av Walker 1848. Chrysops calidus ingår i släktet Chrysops och familjen bromsar. Inga underarter finns listade i Catalogue of Life.